# Iglesia de San Miguel Arcángel (Santa Cruz de la Zarza)
La iglesia de San Miguel Arcángel en Santa Cruz de la Zarza (provincia de Toledo, España) se construyó en 1185, por entonces extramuros de la villa; en el siglo XV era una iglesia pequeña, hecha de yeso de tres naves a la que fueron regalados ornamentos por Isabel la Católica. Está declarada como Bien de Interés Cultural.
Con el engrandecimiento de la villa esta iglesia y la de iglesia de Santiago Apóstol quedaron pequeñas y fue preciso reedificarlas; las trazas del nuevo templo fueron realizadas por Juan de Mazas y las obras estuvieron bajo la dirección de Diego y Juan de Praves, Pedro Castaño y Juan Barbariola, terminándola Alonso de Dueñas y Andrés Cabeza Redonda. 

## Descripción

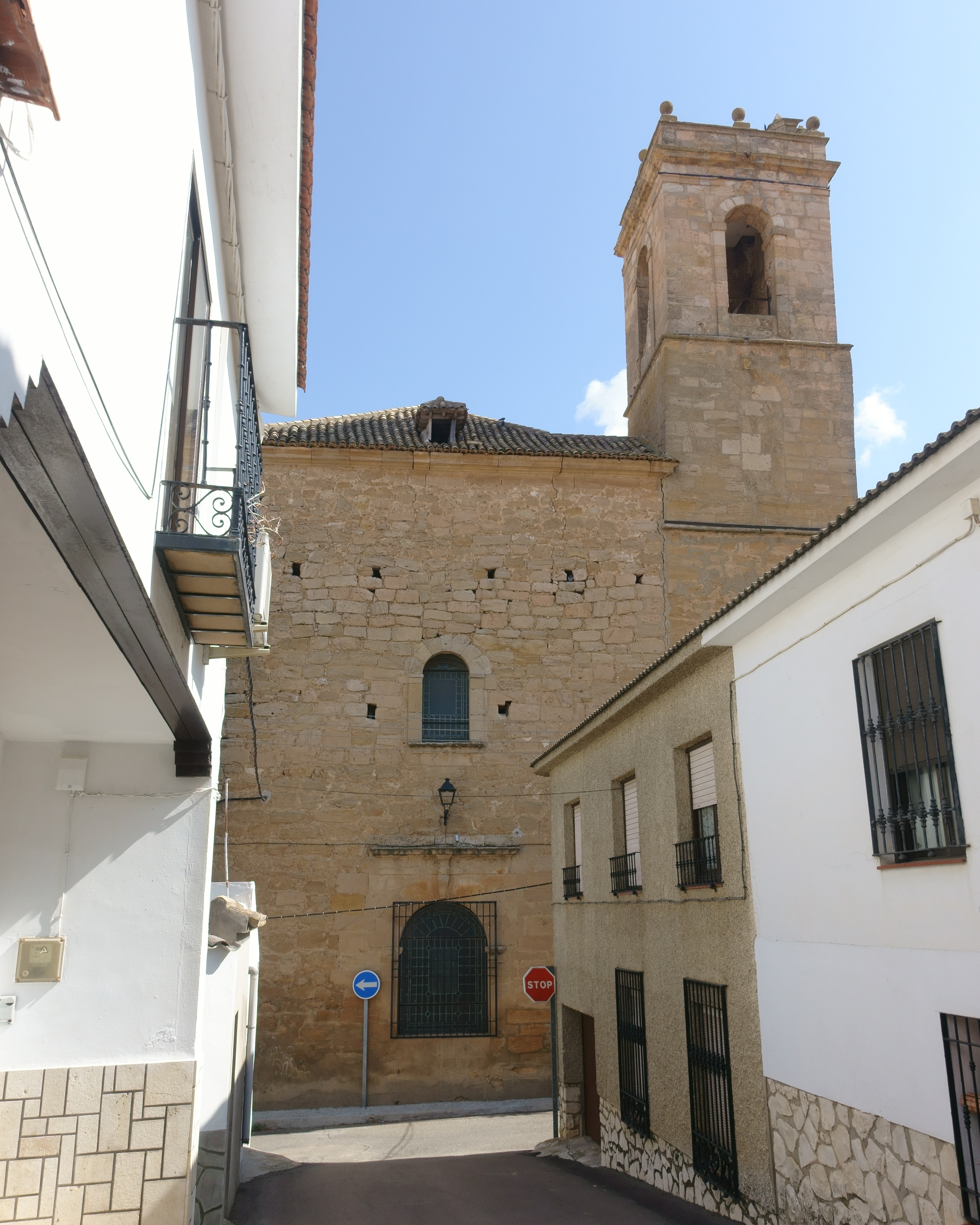
Vista frontal

El templo actual es de tres naves sobre arcos y toda ella de piedra. A la nave de la izquierda se abre la capilla de la Virgen de los Sábados, copatrona de la villa, con bóveda de media naranja y pinturas interesantes en lo alto. El retablo, copia del anterior a 1936, tiene en lo algo una imagen de San Miguel Arcángel, titular de la iglesia, con armadura y espada. La imagen de Nuestra Señora de los Sábados, de vestir y con escaso valor artístico, es posterior a 1936 ya que la antigua fue destruida durante la Guerra Civil y es muy venerada en la Villa, su fiesta principal es el día 15 de agosto (día en que según la tradición se encontró la imagen). En la Capilla también se hallan otras imágenes como la del Cristo de los Jóvenes (anteriormente llamado de los Mártires) y que sale en procesión el Viernes Santo acompañado de los jóvenes de la localidad. 
Ya fuera de la capilla, el retablo principal de la iglesia está compuesto principalmente por un cuadro en el que se representa a San Miguel Arcángel, el cuadro tiene cierta importancia. También junto al retablo principal, a la derecha del altar mayor encontramos en la pared al Santísimo Cristo de la Fe con una veneración muy arraigada en la villa, anteriormente a 1936 estaba colocado en un retablo a la izquierda del altar donde estuvo colocado, ya en una sencilla hornacina, hasta que se cambió por la imagen de la Virgen del Carmen. En la parte derecha del altar, junto a la puerta de la capilla, se encuentra en una sencilla hornacina la imagen de Nuestra Señora del Carmen, con una gran veneración en Santa Cruz de la Zarza y en cuyo honor se ha refundado una cofradía en la década de 2000. Al otro lado del altar encontramos en una hornacina también encontramos una imagen de San Jóse de estilo barroco.